# Linden Lab
Linden Lab est une entreprise américaine créée en 1999 à San Francisco par Philip Rosedale, éditeur et gestionnaire du monde virtuel Second Life sur internet.

## Histoire
En 2003, lancement de Second Life.
En 2013, lancement de Blocksworld, un jeu de construction sur l'iPad.
En 2017, Linden Lab lance une nouvelle plate-forme nommée Sansar, pour créer des expériences sociales en réalité virtuelle. Sansar démocratise la réalité virtuelle en tant que média créatif, ce qui permet aux gens de créer, de partager et de vendre leurs propres expériences de réalité virtuelle.